# Епархия Кайко
Епархия Кайко (лат. Dioecesis Caicoënsis) — епархия Римско-Католической церкви с центром в городе Кайко, Бразилия. Епархия Кайко входит в митрополию Натала. Кафедральным собором епархии Кайко является церковь святой Анны. 

## История
25 ноября 1939 года Римский папа Пий XII издал буллу «E dioecesibus», которой учредил епархию Кайко, выделив её из епархии Натала. Первоначально епархия Кайко входила в митрополию Куритибы.
16 февраля 1952 года епархия Кайко вошла в митрополию Натала.

## Ординарии епархии
- епископ José de Medeiros Delgado (1941—1951);
- епископ José Adelino Dantas (1952—1958);
- епископ Manuel Tavares de Araújo (1959—1978);
- епископ Heitor de Araújo Sales (1978—1993);
- епископ Jaime Vieira Rocha (1995—2005);
- епископ Manoel Delson Pedreira da Cruz (5.07.2006 — 8.08.2012);
- вакансия.

## Источник
- Annuario Pontificio, Libreria Editrice Vaticana, Città del Vaticano, 2003, ISBN 88-209-7422-3